# Centro Oceanográfico de Santander
El Centro Oceanográfico de Santander se encuentra en el Promontorio de San Martín, en Santander (Cantabria, España). Se trata de un órgano dependiente del Instituto Español de Oceanografía (I.E.O.) en el que se desarrollan diferentes proyectos de investigación y proyectos nacionales e internacionales en varios campos:
- Evaluación de recursos pesqueros.
- Acuicultura.
- Oceanografía física y química.
- Teledetección espacial aplicada a la oceanografía.
- Ecología marina.
- Campañas oceanográficas y campañas de prospección pesquera.

## Historia del Centro Oceanográfico de Santander
En 1886, el profesor cántabro Augusto González de Linares fundó en Santander la primera Estación de Biología Marina de España. Se fundó con la idea de crear un laboratorio de biología marina en Santander, objetivo que se hizo realidad con la publicación del Real Decreto para su creación, el día 14 de mayo de 1886.
La primera sede de la Estación fue una casa de huéspedes del centro de la ciudad. Después trasladó su ubicación a una casa que se encontraba cerca de la Segunda Playa de El Sardinero. Estos no fueron los únicos traslados de la Estación de Biología Marítima, esta sufrió tres traslados hasta su ubicación definitiva en el Museo Marítimo del Cantábrico, lugar en el que está desde 1978.
Por Real Decreto del 18 de abril de 1914 se creó el Instituto Español de Oceanografía, del que depende en la actualidad la antigua Estación de Biología Marítima, que desde entonces ha cambiado de nombre por el de Centro Oceanográfico de Santander.
Los directores sucesivos que consolidaron el Centro fueron José de Rioja Martín, Luis Alaejos Sanz y Juan Cuesta Urcelay, vocal de Ciencias Naturales del CEM y oceanógrafo (1897-1970).